# Rose Pauly
Rose Pauly a volte Pauly-Dresden, nata Rose Pollak, (Eperjeske, 15 marzo 1894 – Kfar Shmaryahu, 14 dicembre 1975) è stata un soprano ungherese.

## Biografia
Originaria di Eperjeske, Rose Pauly studiò a Vienna con Rosa Papier-Paumgartner e durante la stagione 1917-1918 fece il suo debutto ad Amburgo in un ruolo minore in Martha. Successivamente andò a Gera e Karlsruhe prima di cantare il ruolo principale nella prima tedesca di Káťa Kabanová a Colonia nel 1922.
Il 1923 la vide apparire alla Wiener Staatsoper, dove avrebbe continuato a cantare Sieglinde, L'Iimperatrice e Rachel e dove nel 1931 creò il ruolo di Agave in Le Baccanti di Egon Wellesz.
Dal 1927 al 1931 fu nello staff della Kroll Oper e ottenne il plauso anche per le sue esibizioni alla Staatsoper Unter den Linden. Nel 1933 è apparsa a Salisburgo come la moglie del tintore; l'anno successivo tornò nellElektra nel ruolo della protagonista, con il quale avrebbe debuttato alla Royal Opera House, nel 1938, e al Metropolitan Opera. La Pauly ha effettuato poche registrazioni durante la sua carriera.

## Morte
Rose Pauly è morta a Kfar Shmaryahu, vicino a Tel Aviv, all'età di 81 anni.